# Leucania sumatrana
Leucania sumatrana là một loài bướm đêm trong họ Noctuidae.